# Citadel
«Citadel» — пауэр-метал-группа Санкт-Петербурга. Музыку её можно охарактеризовать, как слияние привычного металла и симфонических средневековых мотивов с новой волной. Большинство песен сопровождается очень высоким женским вокалом.
За время своего существования группа Citadel отыграла более сотни концертов в различных клубах города («Порт», «Арктика», «Ред», «Старый дом», «Орландина»), регулярно даёт концерты в Москве, была гостем на концертах групп Catharsis (Москва), Stratovarius (Финляндия), «Эпидемия» (Москва), участвовала в нескольких крупных фестивалях на больших площадках (ДС Юбилейный, Ст. им. Кирова). В 2003 году группа записала мини-альбом, состоящий из 5 треков, а в 2008 выпустила долгожданный альбом «Игра света и тени», поддержав его двумя отличными видеоклипами и крупными презентациями в Санкт-Петербурге и Москве.
Группа распалась в конце 2009 года и в данный момент её участники заняты работой в различных музыкальных проектах.
14 марта 2014 года в «золотом» составе был дан финальный концерт в «Horror Club» (СПб).

## Состав

### Состав группы на момент распада
- Владимир Радионов — вокал (с 2008)
- Сергей Цхэ — соло-гитара (с 2001)
- Василий Кукута — ритм-гитара (с 2001)
- Павел Коренев — клавишные (с 2005)

### Бывшие участники
- Анастасия Симанская — вокал (2002—2009)
- Виктор Оковитый — бас (2005—2009)
- Степан Ситкин — барабаны (2002—2009)
- Дмитрий Мажов — клавишные (2001—2005)
- Павел Лохнин — ударные (2001—2002)
- Николай Ганин — бас (2001—2002, 2003—2004)
- Александр Строканов — бас (2002)
- Андрей Машошин — вокал (2004—2008) (Абордаж)
- Павел Воронин — бас (2004—2005)
- Володимир Травин — гитара (до 2021)

## Дискография
1. «Citadel EP» (2003, НЕВА-records)
2. «Игра Света и Тени» (2008)
3. «Там, где нас нет...» [Single] (2011)